# Otto Kruger
Otto Kruger (ur. 6 września 1885 w Toledo, zm. 6 września 1974 w Los Angeles) – amerykański aktor filmowy i telewizyjny.

## Wybrana filmografia
Seriale
- 1946: Lights Out
- 1950: Nash Airflyte Theatre jako Paul de Varenne
- 1959: Bonanza jako sędzia „Hanging Harry” Whitaker
- 1962: Sam Benedict jako sędzia Radcliffe

Film
- 1923: Under the Red Robe jako Henri de Cocheforet
- 1933: The Prizefighter and the Lady jako Kent Barringer
- 1934: Wyspa skarbów
- 1936: Córka Draculi
- 1938: I Am the Law jako Eugene Ferguson
- 1942: Sabotaż
- 1943: Dzieci Hitlera
- 1944: Żegnaj, laleczko
- 1944: The Jungle Captive
- 1945: Escape in the Fog jako Paul Devon
- 1964: Samotna dziewczyna i seks jako dr. Marshall H. Anderson

## Wyróżnienia
Posiada dwie gwiazdy na Hollywoodzkiej Alei Gwiazd.